# Dzsamila szerelme
A Dzsamila szerelme Csingiz Ajtmatov kirgiz író 1958-ban megjelent, világsikert aratott kisregénye. Louis Aragon így méltatta: „Ez a világ legszebb szerelmes története”.

## Történet
A második világháború idején egy kis kirgiz faluban él Dzsamila. Katona férjét természetesen hazavárja. Hogy mennyire szereti egyáltalán, azt ő maga sem tudja, mert olyannyira erős az évezredes hagyomány, hogy kétsége, zokszava fel sem merülhet. A legnehezebb férfimunkát is is el kell végeznie, hiszen a  férfiak mind a háborúban vannak. De egyszer meghallja Danizsar felé szűrődő énekét, és megérinti az igazi szerelem vágya. Dzsamila ledobja kényszerházasság béklyóit és bevállal egy igazabb emberi kapcsolatot.

## Film
- 1968-ban a könyvet megfilmesítették. Rendezők: Irina Ivanovna Poplavszkaja és Szergej Ioszifovics Jutkevics.
- A teljes film: https://videa.hu/videok/film-animacio/dzsamila-szerelme-1969-URcZvSsZHHjI8wnJ (magyar felirattal)

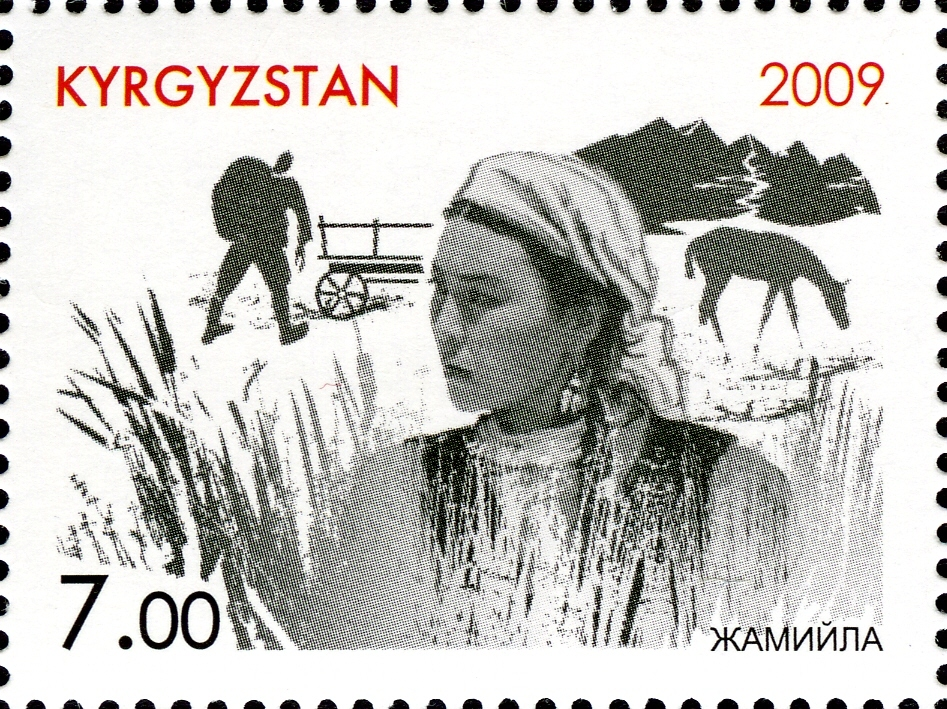